# إلينا يوهانسون
إلينا يوهانسون (27 أغسطس 1986 بالسويد - ) هي لاعبة كرة قدم سويدية في مركز الوسط.

## وصلات خارجية
- إلينا يوهانسون على موقع قاعدة بيانات كرة القدم.إي يو (الإنجليزية)
- إلينا يوهانسون على موقع Soccerway.com (الإنجليزية)